# Wołkusze
Wołkusze – wieś w Polsce położona w województwie podlaskim, w powiecie sokólskim, w gminie Kuźnica.
W latach 1975–1998 miejscowość administracyjnie należała do województwa białostockiego.
Podczas okupacji radzieckiej wieś była siedzibą sielsowietu, obejmującego m.in. Łosośnę Wielką, Popławce, Starowlany i Zadworzany.
Wierni kościoła rzymskokatolickiego należą do parafii Narodzenia Najświętszej Maryi Panny w Kundzinie.

## Zabytki
- słup graniczny (kapliczka przydrożna) XVIII, nr rej.:61(67) z 13.07.1956[8].